# Île de Benidorm
L'île de Benidorm (valencien : L'illa de Benidorm, espagnol : La isla de Benidorm) est une île espagnole située face à la ville de Benidorm dont elle est distante de 3,5 km.

## Aire protégée
Cette réserve naturelle est visitée par les touristes de la région qui peuvent s'y rendre en bateau depuis le continent afin de découvrir sa faune, notamment sa population de paons, qui la fait surnommer l'« île aux Paons ».

### Flore et faune
Parmi les oiseaux qui nichent sur l'île, se distingue l'océanite tempête. La faune comprend également le lézard ibérique, le martinet pâle, la fauvette mélanocéphale et le faucon pèlerin, entre autres espèces.
Concernant la flore de l'île, l'olivier sauvage, le nerprun officinal, la rose de la vierge, l'ephedra, la guimauve officinale, l'ashwagandha, l'aubépine monogyne, la soude ligneuse, la scille maritime, la tubéreuse,...

### Le fond de la Llosa
Il s'agit d'une montagne sous-marine située à environ 300 m au sud de l'île, à laquelle elle ressemble par son apparence et son emplacement. Sa partie la plus élevée se trouve à environ 7 m de la surface, tandis qu'à sa base on atteint des profondeurs supérieures à 30 m.
Les conditions environnementales de luminosité et d'hydrodynamisme, ainsi que l'hétérogénéité spatiale, constituent un habitat d'une importance singulière. Il est fréquenté par des espèces prédatrices telles que la sériole couronnée (Seriola dumerili), le barracuda méditerranéen (Sphyraena sphyraena), le denté (Dentex dentex), le bogue (Boops boops) et d'autres petits poissons, sa nourriture principale. De plus, c'est un refuge précieux pour des espèces plus sédentaires comme les murènes (Muraenidae), les poulpes (Octopoda) et différentes espèces de daurades, entre autres. La composante végétale est représentée par diverses espèces d’algues photophiles infralittorales.